# Fort Gwiaździsty
Fort Gwiazda (niem. Fort Stern) - zabytkowy fort w Głogowie, powstały w latach 1747–1749, kiedy pruski król Fryderyk II Wielki po zdobyciu Głogowa rozpoczął proces umacniania i zabezpieczenia miasta przed najeźdźcą.

## Historia
Fort powstał podczas wojen śląskich, gdy w 1741 roku miasto zostało zdobyte przez wojska pruskie. Wtedy z inicjatywy Fryderyka II rozpoczęto modernizację twierdzy, która miała charakter bastionowy. W latach 1747–1749 została dokonana przebudowa, której projekt opracował Gerhard Cornelius van Wallrawe. W latach 70. i 80. XVIII wieku wybudowano most zwodzony, a także tamy, śluzy i wały przeciwpowodziowe, które miały posłużyć do zalewania przedpola. Po raz ostatni przebudowano go w 1830 roku, gdy zbudowano półkolisty plac broni. Był wykorzystywany w 1945 roku przez wojska niemieckie. W 1832 roku fortyfikację przemianowano na fort Stern. W jego skład wchodzi dzieło obronne przy dwukondygnacyjnym blokhauzie kolejowym. Były tam umieszczone stanowiska karabinowe i artyleryjskie, które miały zabezpieczyć wjazd linii kolejowej w obręb fortyfikacji.

## Ekshumacje
W grudniu 2016 roku fundacja Pamięć, która jest przedstawicielstwem Ludowego Niemieckiego Związku Opieki nad Grobami Wojennymi w Kassel przeprowadziła za zgodą wojewody prace sondażowe w fosie fortu. Fundacja prowadzi ekshumację zwłok żołnierzy niemieckich, którzy zginęli podczas II wojny światowej. W maju 2019 roku wydobyto szczątki 19 niemieckich żołnierzy. Odnaleziono również nieśmiertelniki, kilkaset sztuk amunicji i kostki prasowanego trotylu.

## Wpis do rejestru zabytków
31 lipca 2008 kaponiera fortu Gwiaździstego została wpisana do rejestru zabytków pod numerem A/148, numer ewidencyjny 089F3.